# László Karátsony
László Karátsony (1894 – 1951), maďarský generál během druhé světové války, generálmajor

## Biografie
V letech 1938–1942 plnil funkce vojenského atašé ve Francii, Španělsku a Portugalsku. Poté, v letech 1942–1943, náměstka šéfa vojenské zpravodajské služby. V roce 1944 odeslán na frontu, kde vedl nejdříve 6. a pak 16. pěší divizi Maďarské královské armády. V roce 1945 byl nejen velitelem 16. pěší divize, ale plnil i funkci velitele celé 1. maďarské armády (místo vítěze László Dezső).
Po vypuknutí českého Květnového povstání v roce 1945 dal část svých vojáků k dispozici vznikající české samosprávě. Tito maďarští vojáci pomáhali ve dnech 6–11.5. 1945 povstalcům na českomoravském pomezí (mezi jinými ve Svratce, Herálci a Jimramově) v obraně před německými jednotkami snažícími se prorazit si cestu povstaleckým územím při ústupu na západ. Díky pomoci vojáků Maďarské královské armády byly německé útoky odraženy a civilní obyvatelstvo uchráněno před německou odvetou.